# Мурзаков, Меркурий Петрович
Меркурий Петрович Мурзаков (род. 3 июля 1951) — российский хозяйственный деятель. Лауреат Государственной премии Российской Федерации за 1999 год.

## Биография
Работал машинистом погрузчика специализированного управления № 5 Акционерного общества по строительству дорог, инженерных сетей и сооружений «Дорисс» (Чебоксары).
В 1990-х годах участвовал в работе по возрождению исторической части города Чебоксары, за что в 1999 году был удостоен Государственной премии Российской Федерации в составе иных участников работы.

## Награды
- Государственная премия Российской Федерации за 1999 год
- Звание «Ветеран труда» (Чувашская Республика)